# En kristen utan kors ej är
En kristen utan kors ej är är en psalm som är med i den laestadianska sångboken Sions Sånger, i dess tre utgåvor. Ursprung, författare och melodi är okända.

## Publicerad i
- Sions Sånger 1951 nr 34.
- Sions Sånger 1981, nr 122 under rubriken "Kristlig vandel".